# Yusuf al-Khal

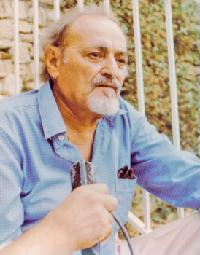
Yusuf al-Khal

Yusuf al-Khal (arabisch يوسف الخال, DMG Yūsuf al-Ḫāl [juːsuf alxaːl]; * 1917 in Amar al-Hisn, Syrien; † 9. März 1987) war ein arabischer Schriftsteller und Übersetzer syrischer Herkunft. Zusammen mit Adonis gründete er 1957 die Zeitschrift Schi’r (Šiʿr) und initiierte damit eine Bewegung zur Modernisierung der arabischen Literatur.

## Leben
Yusuf al-Khal wurde laut dem Kirchenregister seines Geburtsortes Amar al-Hisn (Syrien) am 5. Mai 1916 (nach amtlicher Lesart irgendwann 1917) als Sohn christlicher Eltern geboren. Yusuf al-Khal selbst gab später an, am 25. Dezember geboren worden zu sein.
Während seiner Schulzeit zog die Familie mit ihm nach Tripoli im Libanon.
Zwischen 1944 und 1948 unterrichtete er an der Amerikanischen Universität in Beirut, wo er vorher Philosophie und Englische Literatur studiert hatte.
Von 1948 bis 1955 lebte er in den USA, wo er bei den Vereinten Nationen sowie als Journalist arbeitete.
Seit 1955 wieder in Beirut an der Amerikanischen Universität tätig, gründete er 1957 zusammen mit Adonis die Zeitschrift Schi’r (Šiʿr) und einen Verlag, der vor allem Werke von Schi’r-Autoren herausgab. In dieser Zeitschrift kamen junge, moderne arabische Schriftsteller und Poeten zu Wort, die sich von den erstarrten Traditionen der arabischen Literatur lösen wollten.
Als Verfechter solcher Gedanken war Yusuf al-Khal stark umstritten. Ihm wurde vorgeworfen, „ein Agent des Westens und des Kolonialismus zu sein“.
Yusuf al-Khal machte sich auch als Übersetzer vor allem englischer und amerikanischer Literatur ins Arabische einen Namen. Außerdem übersetzte er das Neue und teilweise das Alte Testament ins Arabische.
In seinem letzten Lebensjahr setzte er sich für die Verwendung der arabischen Umgangssprache in der Literatur ein und schrieb von da an auch konsequent in umgangssprachlichem Arabisch.
Yusuf al-Khal starb am 9. März 1987.

## Werkauswahl

### Eigene Werke
- Al-ḥurriyya (Die Freiheit). 1944.
- Hīrūdia. Theaterstück. 1954.
- Al-biʾr al-mahǧūra (Der vertrocknete Brunnen). 1958.
- Qasāʾid fī l-arbaʿīn. 1960.
- Al-aʿmāl aš-šiʿriyya al-kāmila (1938–1968) (Poetisches Gesamtwerk). 1973.
- Rasāʾil ilā Dūn Kishūt (Briefe an Don Quichotte). 1979.
- Al-wilādat ath-thāniya (Die Wiedergeburt). 1981.
- Al-hadātha fī š-šiʿr (Die Jugend/Neuheit in der Lyrik). 1978.
- Dafātir al-ayyām (Tagebücher). 1987.

### Übersetzungen
- Khalil Gibran: Der Prophet. 1968.
- T. S. Eliot: Die zerstörte Erde. 1958
- Anthologie amerikanischer Gedichte. 1958.
- Carl Sandburg: Abraham Lincoln. 1959.
- Robert Frost: Ausgewählte Gedichte. 1962.
- Das Neue Testament. 1958.

### Yusuf al-Khal auf Deutsch übersetzt
Auf Deutsch sind einzelne seiner Gedichte in Sammlungen erschienen, z. B. in
- Suleman Taufiq (Hrsg.): Neue Arabische Lyrik. München 2004, ISBN 3-423-13262-0.